# Джоузеф Хенри
Джоузеф Хенри (на английски: Joseph Henry) е американски физик, допринесъл много за изследването на явлението електромагнетизъм.
Докато конструира електромагнити, Хенри открива електромагнитния феномен на самоиндукция. Той открива и взаимната индукция независимо от Майкъл Фарадей, въпреки че Фарадей публикува първи резултатите си. Единицата за индуктивност в Международната система единици се нарича хенри (H) в негова чест. Работата му върху електромагнитното реле е в основата на електрическия телеграф, създаден от Самуел Морз и Чарли Лейтстоун.
Хенри е роден в Ню Йорк в бедното семейство на шотландски имигранти Анн Александър Хенри и Уилиам Хенри. Баща му умира когато Хенри е малък, и до края на детството си живее е баба с. Той учи в училище, което по-късно е наречено в негова чест Начално училище „Джоузеф Хенри“ (Joseph Henry Elementary School).
След училище работи в магазин, а на 13 г. почва да учи за часовникар и златар. Първата му любов е театърът, и почти става професионален актьор. Интересът му към науката се показва, когато е на шестнадесет благодарение на книга, озаглавена „Популярни лекции за експериментна философия“ („Popular Lectures on Experimental Philosophy“). През 1819 г. влиза в Албанската Академия (The Albany Academy) където получава пълна стипендия, но въпреки стипендията, е трябвало да си подпомага с учителстване. Хенри смята да се занимава с медицина, но през 1824 г. е назначен за помощник-инженер за построяването на път, който свързва реката Хъдсън(Hudson River) и езерото Ери(Lake Erie). Оттогава решава да работи в гражданското или машинното инженерство.
През 1826 г. е назначен за професор по математика и натурална философия в албанската академия от директор Т. Ромейн Бек. Някои от най-важните му открития са направени докато е професор. Любопитството му към земния магнетизъм го кара да прав експерименти с магнетизма като цяло. Той пръв намотава плътно навити изолирани жици около желязно ядро, за да се получи по-силен електромагнит, подобрявайки електромагнита на Уилиам Стържън, който използва отпуснати неизолирани жици. Като използва тази техника, Хенри построява най-мощният електромагнит по това време в университета Йейл. Също така той доказва, че при правенето на електромагнит, използвайки само два проводника закачени за батерия, е най-добре да се направят няколко паралелни намотки, но при няколко батерии трябва да има само една дълга намотка, второто от които прави телеграфа възможен.
Въз основа на новия си принцип през 1831 г. създава една от първите машини, които използват електромагнетизъм за движение. Това е един от първите електромотори, който не използвал въртяща сила, а представлява електромагнит, закачен на прът, люлейки се напред-назад. Този апарат позволява на Хенри да види самоиндукцията. Британският учен Майкъл Фарадей открива самоиндукцията по същото време, но понеже Фарадей публикува откритията си пръв, Хенри не се смята за откривателя на този феномен.
Хенри почива на 13 май 1878 г. и е погребан във Вашингтон. Надписът на статуята му пред Смитсонския дворец е написан от Джон Филис Соуса.